# Paroisse de Concordia
Pour les articles homonymes, voir Concordia.
La paroisse de Concordia (anglais : Concordia Parish) est l’une des 19 paroisses historiques de la Louisiane à partir du 1er janvier 1807 alors que la Louisiane ne constituait pas encore un État américain mais seulement un territoire de l'Union.
La paroisse a une superficie de 1 804 km² de terre émergée et 137 km² d’eau.
Elle est enclavée entre la paroisse des Tensas au nord, le comté d’Adams (Mississippi) au nord-est, le comté de Wilkinson (Mississippi) à l’est, la paroisse de Feliciana Ouest au sud-est, la paroisse de la Pointe Coupée au sud, la paroisse des Avoyelles au sud-ouest et la paroisse de Catahoula à l’ouest.
Trois autoroutes quadrillent la paroisse : les autoroutes fédérales (U.S. Highway) n° 65 et 84 ainsi que l’autoroute de Louisiane (Louisiana Highway) n° 15.

## Démographie
Lors du recensement de 2000, les 20 247 habitants de la paroisse se divisaient en 60,75 % de « Blancs », 37,72 % de « Noirs » et d’Afro-Américains, 0,16 % d’Amérindiens, 0,24 % d’Asiatiques 0,21 % de Polynésiens et de Mélanésiens ainsi que 0,34 % de non-répertoriés ci-dessus et 0,58 % de citoyens métissés.
La paroisse comptait 1,01 % qui parle le français ou le français cadien à la maison, soit 190 personnes parlant au moins une fois par jour la « langue de Molière ».
Dans la paroisse, la pyramide des âges (toujours en 2000) était présentée ainsi : 
- 5 629 personnes étaient des mineures (moins de 18 ans) soit 27,80 % ;

- 1 802 personnes étaient des jeunes adultes (de 18 à 24 ans) soit 8,90 % ;

- 5 183 personnes étaient de jeunes forces de travail (de 25 à 44 ans) soit 25,60 % ;

- 4 657 personnes étaient des forces de travail vieillissantes (de 45 à 65 ans) soit 23,00 % ;

- 2 976 personnes étaient des personnes en âge de la retraite (plus de 65 ans) soit 14,70 %.

L’âge moyen des citoyens de la paroisse était donc de 37 ans, de plus, la Paroisse compte 10 372 personnes de sexe féminin (soit 50,23 %) et 9 875 personnes de sexe masculin (soit 48,77 %).
Le revenu moyen par personne s’élève à $22 742 (en 2006) alors que 29,10 % des habitants vivent sous le seuil de pauvreté (indice Fédéral).
La paroisse est divisée en cinq villes et villages : Clayton, Ferriday, Ridgecrest, Vidalia et West Ferriday.